# Congreso Internacional del Arte Fantástico
Es el evento académico más grande del mundo dedicado a la investigación y discusión de todas las facetas de los géneros fantásticos en las artes. 
Celebrado desde hace más de un cuarto de siglo en Estados Unidos bajo las siglas ICFA (International Conference for the Fantastic in the Arts), constituye la principal reunión de los miembros de la IAFA (International Association for the Fantastic in the Arts), que incluye a académicos, profesores universitarios, editores, escritores, periodistas, estudiantes e investigadores, interesados en el estudio y discusión de todas las vartiantes artísticas de la fantasía. 

## Objetivos
Estas conferencias anuales se celebran con el fin de promover discusiones críticas y académicas sobre la evolución, desarrollo, ramificaciones e impacto de géneros como la ciencia ficción y la fantasía dentro de la sociedad, la literatura y el arte en general. 
Cada año, dentro del marco de estos eventos, se leen y discuten de 300 a 400 ponencias, agrupadas por temas o sub-temas en unos cien paneles que abordan diversos aspectos de la creación fantástica, y cubren los más variados asuntos. La ICFA reconoce como categorías o divisiones fundamentales los siguientes temas: 
- Literatura e ilustración para niños y jóvenes
- Literatura en inglés
- Cine y televisión
- Comunidades y Cultura (específicamente cómics, novelas gráficas, convenciones, hipertextos, etc)
- Artes visuales y dramáticas
- Literatura de terror
- Literatura internacional
- Literatura y teoría de la ciencia ficción

## Enlaces
- The International Association for the Fantastic in the Arts

- Datos: Q5783129